# Рамос (Техас)
Рамос (англ. Ramos) — переписна місцевість (CDP) в США, в окрузі Старр штату Техас. Населення — 144 особи (2020).

## Географія
Рамос розташований за координатами 26°25′41″ пн. ш. 99°1′34″ зх. д. / 26.42806° пн. ш. 99.02611° зх. д. (26.427984, -99.026031).  За даними Бюро перепису населення США в 2010 році переписна місцевість мала площу 0,14 км², уся площа — суходіл.

## Демографія
Згідно з переписом 2010 року, у переписній місцевості мешкало 116 осіб у 32 домогосподарствах у складі 29 родин. Густота населення становила 814 осіб/км².  Було 36 помешкань (253/км²).
Расовий склад населення:
| - 76,7 % — білих - 23,3 % — осіб інших рас |

До двох чи більше рас належало 0,0 %. Частка іспаномовних становила 100,0 % від усіх жителів.
За віковим діапазоном населення розподілялося таким чином: 35,3 % — особи молодші 18 років, 55,2 % — особи у віці 18—64 років, 9,5 % — особи у віці 65 років та старші. Медіана віку мешканця становила 28,5 року. На 100 осіб жіночої статі у переписній місцевості припадало 87,1 чоловіків;  на 100 жінок у віці від 18 років та старших — 87,5 чоловіків також старших 18 років.
Цивільне працевлаштоване населення становило 41 особа. Основні галузі зайнятості: роздрібна торгівля — 58,5 %, освіта, охорона здоров'я та соціальна допомога — 39,0 %, науковці, спеціалісти, менеджери — 2,4 %.